# Narodowy Region Stołeczny Delhi
Narodowy Region Stołeczny Delhi – jednostka podziału administracyjnego Indii. Będąc aglomeracją wiążącą dystrykty stanów sąsiadujących z terytorium stołecznym, posiada powierzchnię około 33,578 km².
W skład Narodowego Regionu Stołecznego Delhi wchodzą następujące jednostki administracyjne:
1. Narodowe Terytorium Stołeczne Delhi
2. dystrykty stanu Hariana :
  1. Faridabad
  2. Gurgaon
  3. Sonepat
3. dystrykt stanu Rajasthan:
  1. Alwar
4. dystrykty stanu Uttar Pradesh :
  1. Gautam Buddha Nagar (Noida i Greater Noida)
  2. Ghaziabad
  3. Bulandshahr.